# Division I (Schach)
Die Division I ist eine Spielklasse im schwedischen Mannschaftsschach.

## 1953 bis 1987: höchste Spielklasse

### 1953 bis 1967: eingleisige Division I
Nachdem die ersten Austragungen der Allsvenskan im K.-o.-System durchgeführt wurden, beschloss der Kongress des Schwedischen Schachbundes 1952, die Allsvenskan ab 1953 in Turnieren mit je vier Mannschaften durchzuführen mit der Division I als höchster Spielklasse. Der Dritte und Vierte stiegen ab und wurden durch die Sieger der zwei Staffeln der Division II ersetzt. Neben reinen Vereinsmeisterschaften waren auch Auswahlmannschaften der Distrikte teilnahmeberechtigt. Die Mannschaften bestanden aus jeweils 10 Spielern.

#### Sieger
| Jahr | Sieger                 |
| ---- | ---------------------- |
| 1953 | Stockholms Södra SS    |
| 1954 | SK Kamraterna Göteborg |
| 1955 | Stockholms Södra SS    |
| 1956 | Wasa SK                |
| 1957 | SK Rockaden Stockholm  |
| 1958 | SK Rockaden Stockholm  |
| 1959 | SK Rockaden Stockholm  |
| 1960 | Stockholms SF          |
| 1961 | Stockholms SF          |
| 1962 | Stockholms SF          |
| 1963 | Wasa SK                |
| 1964 | Östergötlands SF       |
| 1965 | Lunds ASK              |
| 1966 | Lunds ASK              |
| 1967 | Lunds ASK              |

### 1968/69: viergleisige Division I
Auf dem Kongress des Schwedischen Schachverbandes 1968 wurde eine Reform der Allsvenskan beschlossen. Einerseits waren ab der Saison 1968/69 keine Distriktauswahlen mehr teilnahmeberechtigt, und die Mannschaftsstärke wurde von 10 auf 8 reduziert, andererseits wurde die Division I unter regionalen Gesichtspunkten in vier Parallelstaffeln eingeteilt, deren Sieger im K.-o.-System die schwedische Mannschaftsmeisterschaft ausspielten. Spielberechtigt sollte je ein Verein pro Distrikt sein, da allerdings nur 23 Distrikte einen Vertreter meldeten, erhielt Stockholm einen zweiten Startplatz. Staffelsieger wurden der SK Rockaden Umeå (I norra), der Wasa SK (II norra), die SS Manhem (I södra) und der Lunds ASK (II södra); der Wasa SK wurde schwedischer Mannschaftsmeister, nachdem sie im Halbfinale Umeå und im Finale Lund besiegten. Aufgrund dieser Reform wurde 1968 der Titel des schwedischen Mannschaftsmeisters nicht ausgespielt, allerdings listet der Schwedische Schachverband den Wasa SK sowohl als Meister des Jahres 1968 als auch als Meister des Jahres 1969.

### 1969 bis 1987: zweigleisige Division I
Auf dem Kongress des Schwedischen Schachverbandes 1969 eine erneute Modifizierung der Allsvenskan beschlossen, und so bestand die Division I ab der Saison 1969/70 aus den Staffeln Norra (Nord) und Södra (Süd), denen je acht Mannschaften angehörten. Der Siebte und Achte beider Staffeln stiegen ab und wurden durch die Sieger der vier Staffeln der Division II ersetzt. Bis 1974 ermittelten die beiden Staffelsieger in Hin- und Rückspiel den schwedischen Mannschaftsmeister, ab der Saison 1974/75 qualifizierten sich Erst- und Zweitplatzierter für das Finalturnier um die schwedische Mannschaftsmeisterschaft, welches als einfaches Rundenturnier ausgetragen wurde.

### Sieger
| Saison  | Norra                          | Södra                     |
| ------- | ------------------------------ | ------------------------- |
| 1969/70 | Schack-27 Kamraterna Stockholm | Lunds ASK                 |
| 1970/71 | Södra SS Stockholm             | Malmö AS                  |
| 1971/72 | Wasa SK                        | Lunds ASK                 |
| 1972/73 | Upsala ASS                     | Limhamns SK               |
| 1973/74 | Wasa SK                        | Lunds ASK                 |
| 1974/75 | Solna SS                       | Lunds ASK                 |
| 1975/76 | Vällingby Schacksällskap       | Lunds ASK                 |
| 1976/77 | SK Rockaden Stockholm          | Lunds ASK                 |
| 1977/78 | Wasa SK                        | Lunds ASK                 |
| 1978/79 | SK Rockaden Stockholm          | Jönköpings Schacksällskap |
| 1979/80 | SK Rockaden Stockholm          | SK Kamraterna Göteborg    |
| 1980/81 | Upsala ASS                     | SK Kamraterna Göteborg    |
| 1981/82 | SK Rockaden Stockholm          | Lundby Schacksällskap     |
| 1982/83 | Vällingby Schacksällskap       | Jönköping ASS             |
| 1983/84 | SK Rockaden Stockholm          | Schacksällskapet Manhem   |
| 1984/85 | Wasa SK                        | SK Kamraterna Göteborg    |
| 1985/86 | SK Rockaden Stockholm          | Schacksällskapet Manhem   |
| 1986/87 | Upsala ASS                     | Schacksällskapet Manhem   |

Anmerkungen:
- Der Gewinner des Finalturniers ist durch Fettdruck markiert.
- Die Endtabellen der Saison 1986/87 sind nicht bekannt. Die Staffelsieger sind hergeleitet aus einem Überblick von Bo Plato.[7]

## 1987 bis 2007: zweithöchste Spielklasse
Durch die Einführung der Elitserien war die Division I ab 1987 nur noch die zweithöchste Spielklasse. Sie bestand zunächst weiter aus zwei Staffeln, ab der Saison 1991/92 aus den drei Staffeln Norra, Mellersta (Mitte) und Södra. Bis zur Saison 1991/92 spielten in jeder Klasse acht Mannschaften, ab der Saison 1992/93 10 Mannschaften. Die Staffelsieger stiegen in die Elitserien auf, die beiden Letzten in die Division II ab.

### Sieger
| Saison    | Norra                                | Mellersta              | Södra                                  |
| --------- | ------------------------------------ | ---------------------- | -------------------------------------- |
| 1987/88   | Södra SASS                           |                        | Lunds ASK                              |
| 1988/89   | Schacksällskap Allians Skanninge     |                        | SK Kamraterna Göteborg                 |
| 1989/90   | Solna Schacksällskap                 |                        | Schacksällskapet Manhem                |
| 1990/91   | Upsala ASS                           |                        | Malmö Schacksällskap                   |
| 1991/92   | SK Passanten                         | Västerås Schackklubb   | Lunds ASK                              |
| 1992/93   | Schacksällskapet Luleå               | Södra SASS             | Schacksällskapet Manhem II. Mannschaft |
| 1993/94   | Solna Schacksällskap                 | Eksjö SK               | Malmö Schacksällskap                   |
| 1994/95   | Södra SASS                           | SK Kamraterna Göteborg | Limhamns SK                            |
| 1995/96   | Schacksällskapet Luleå               | Linköpings ASS         | Åstorps Schacksällskap                 |
| 1996/97   | Sollentuna SK                        | Farsta SK              | Schacksällskapet Manhem II. Mannschaft |
| 1997/98   | SK Passanten                         | Linköpings ASS         | Limhamns SK                            |
| 1998/99   | Wasa SK                              | Skara Schacksällskap   | Lunds ASK                              |
| 1999/2000 | Västerås Schackklubb                 | SK Kamraterna Göteborg | Kirsebergs SK                          |
| 2000/01   | Södra SASS                           | Eskilstuna SK          | Schacksällskapet Manhem                |
| 2001/02   | SK Passanten                         | Eksjö SK               | Schacksällskapet Manhem II. Mannschaft |
| 2002/03   | Sollentuna SK II. Mannschaft         | Schack 08 Norrköping   | SK Kamraterna Göteborg                 |
| 2003/04   | Wasa SK                              | Eksjö-Aneby-Alliansen  | Åstorps Schacksällskap                 |
| 2004/05   | SK Rockaden Stockholm II. Mannschaft | Linköpings ASS         | Schacksällskapet Manhem                |
| 2005/06   | SK Rockaden Umeå                     | Västerås Schackklubb   | Schacksällskapet Manhem II. Mannschaft |
| 2006/07   | Upsala ASS                           | Solna Schacksällskap   | SK Kamraterna Göteborg                 |

### Aufsteiger in die Elitserien
Außer in den folgenden Fällen sind jeweils die Staffelsieger aufgestiegen:
- 1990: Wegen der Aufstockung der Elitserien von 8 auf 10 Mannschaften sind mit dem SK Passanten und dem Limhamns SK auch die beiden Zweitplatzierten der Division I aufgestiegen.
- 1997: Da die zweite Mannschaft der Schacksällskapet Manhem nicht aufstiegsberechtigt war, stieg aus der Södra-Staffel En Passant Svedala auf.
- 2002: Da die zweite Mannschaft der Schacksällskapet Manhem nicht aufstiegsberechtigt war, stieg aus der Södra-Staffel der Helsingborgs ASK auf.
- 2003: Da die zweite Mannschaft des Sollentuna SK nicht aufstiegsberechtigt war, stieg aus der Norra-Staffel die Solna Schacksällskap auf.
- 2005: Da die zweite Mannschaft des SK Rockaden Stockholm nicht aufstiegsberechtigt war, stieg aus der Norra-Staffel die Schacksällskapet Luleå auf.
- 2006: Da die zweite Mannschaft der Schacksällskapet Manhem nicht aufstiegsberechtigt war, stieg aus der Södra-Staffel die Åstorps Schacksällskap auf.

## Seit 2007: Dritthöchste Spielklasse
Durch die Einführung der Superettan als zweithöchste Spielklasse ist die Division I seit der Saison 2007/08 nur noch die dritthöchste Spielklasse. Sie besteht seitdem aus den vier Staffeln Norra, Södra, Västra (West) und Östra (Ost) mit je acht Mannschaften. Bis zur Saison 2011/12 stiegen die Staffelsieger in die Superettan auf, seit der Saison 2012/13 stehen der Division I nur noch zwei Aufstiegsplätze zur Verfügung, so dass die Staffelsieger Qualifikationsspiele um den Aufstieg bestreiten müssen.